# 액티브 하우스
액티브 하우스(영어: active house)는 능동적으로 에너지를 만드는 거주 공간을 말하거나 거주 공간과 이동 수단의 융합된 공간을 말한다.

## 에너지
능동적으로 에너지를 만드는 액티브 하우스는 외부 에너지인 태양열과 풍력을 이용한다. 주로 태양전자판을 활용해 태양광을 전기 에너지로 전환해 사용한다. 일반적으로 주택의 지붕면에 설치되어 스스로 에너지를 만들 수 있도록 도와준다. 태양전지판에 태양광이 닿으면 전자 흐름에 의해 직류전기가 발생하는 원리에서 활용된다. 풍력의 경우 풍차를 활용해 전기 에너지를 만들어 사용한다.

## 이동 수단
이동 수단과 거주 공간의 결합을 의미하는 액티브 하우스는 자동차가 차고에 진입하면 번호판을 인식하고 블루투스를 통해 출입 허가 여부를 판단한다. 등록되지 않은 차량이나 인식이 불가능할 경우 탑승자에게 하차하여 출입 절차를 받는다. 식별 이후 지정된 주차 공간으로 이동하게 되며 주거 공간과 자동차가 융합하게 된다.

## 같이 보기
- 주거지
- 모빌리티